# José Gregorio Monagas
José Gregorio Monagas Burgos (Aragua de Barcelona, 4 de mayo de 1795 - Maracaibo, 15 de julio de 1858) fue un político y militar venezolano, presidente de Venezuela entre 1851 y 1855. Junto con su hermano José Tadeo Monagas, marcó una época de nepotismo en Venezuela conocida como la Oligarquía Liberal o el Monagato.

## Carrera militar
Durante la guerra de independencia de Venezuela, Monagas participó en varias campañas importantes en contra de españoles leales a Domingo de Monteverde y José Tomás Boves. Debido a su participación en la batalla de Carabobo, Simón Bolívar le bautizó Primera Lanza del Oriente. En 1831 es uno de los líderes de la Revolución Integradora. Pierde las elecciones presidenciales de Venezuela de 1846 obteniendo apenas 6 votos.

## Gobierno

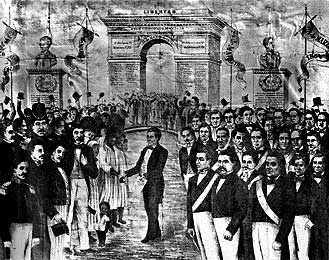
Promulgación de la Ley de abolición de la esclavitud el 24 de marzo de 1854.

José Gregorio Monagas triunfó en las elecciones presidenciales de Venezuela de 1850 con ayuda de su hermano José Tadeo Monagas. Logró derrotar a la Rebelión de Barquisimeto de 1853 y 1854.
Durante su presidencia, Monagas proclamó Venezuela para ser una nación libre de esclavitud, en un decreto que firmó el 24 de marzo de 1854. Y esta decisión era una de las causas principales de la Guerra Federal.
En 1858, durante la Revolución de Marzo, Monagas fue capturado en Barcelona por el general Justo Briceño Otálora. Fue enviado al castillo de San Carlos de la Barra, cerca de la ciudad de Maracaibo. En julio, el gobernador de Zulia, José Serrano le ordenó para ser transferido a Maracaibo, donde muere a su llegada el 15 de julio de 1858.